# Guido Sontag (General, 1858)
Guido Sontag (* 1858; † 1931) war ein preußischer General der Infanterie.

## Leben
Guido Sonntag wurde als Sohn des preußischen Generals Guido Sontag und dessen Ehefrau Karoline Hofmann (1827–1893) geboren. 
Wie sein Vater entschied er sich, ebenso wie sein Bruder Leo (1857–1929), für eine militärische Laufbahn in der Preußischen Armee. 

Kriegsschule Potsdam, von 1906 bis 1911 von Oberst Guido Sontag geleitet

Von 1906 bis 1911 war er im Rang eines Obersts Direktor der Kriegsschule Potsdam. Er wechselte in den Truppendienst und war vom 21. April 1911 bis zum 22. März 1914 Regimentskommandeur im 7. Thüringischen Infanterie-Regiment Nr. 96, das in Gera stationiert war.
Bei Kriegsbeginn (deutsche Kriegserklärung am 1. August 1914) war Sontag als Generalmajor Befehlshaber der 10. Infanterie-Brigade, die in Frankfurt an der Oder stationiert war und zum III. Armeekorps unter dem Befehl des Ewald von Lochow gehörte. Oberbefehlshaber über die preußische Armee war zu der Zeit Alexander von Kluck. Vom 25. Januar bis zum 19. März 1915 fungierte Sontag als Kommandeur der 6. Königlich Bayerischen Landwehr-Division, die sich zunächst in einem Stellungskampf im Oberelsass befand und dann vom 19. Februar bis zum 20. März 1915 an der Schlacht bei Munster beteiligt war. 
Er wechselte unmittelbar zur 111. Infanterie-Division und war vom 20. März 1915 bis zum 20. April 1917 deren Kommandeur und nahm an der Schlacht an der Somme teil. Sein Nachfolger als Divisionskommandeur wurde Johannes von Busse.